# Dennis Praet
Dennis Praet (Leuven, 1994. május 14. –) belga válogatott labdarúgó, a Royal Antwerp játékosa.

## Pályafutása

### Klubcsapatokban
A SJV Motbroek, a Stade Leuven, az Oud-Heverlee Leuven, a KRC Genk és az Anderlecht ifjúsági csapataiban nevelkedett. 2011. szeptember 21-én mutatkozott be az Anderlecht első csapatában a Lommel United elleni kupa-mérkőzésen. Október 30-án a bajnokságban is debütált a Lierse ellen. 2012 márciusában 2015 nyaráig meghosszabbította szerződését. A 2012–13-as szezonban  ismét bajnoki címet nyert klubjával. 2016. augusztus 24-én 10 millió euróért szerződtette az olasz Sampdoria. 2019. augusztus 8-án az angol Leicester City csapatába igazolt öt évre. Augusztus 18-án mutatkozott be Chelsea ellen a bajnokságban csereként. 2020. január 11-én első bajnoki gólját szerezte meg a Southampton ellen. 2021. augusztus 31-én a Leicester kölcsönadta a következő szezonra az olasz Torinónak. Szeptember 12-én mutatkozott be a Salernitana elleni bajnoki mérkőzésen. Október 30-án az UC Sampdoria elleni találkozón megszerezte első gólját.
2024. szeptember 6-án 2+1 évre írt alá a Royal Antwerp csapatához.

### A válogatottban
Többszörös korosztályos válogatott. 2014. november 6-án kapott meghívott a felnőtt keretbe először Izland ellen, majd hat nappal később be is mutatkozott a mérkőzésen. 2018. október 16-án lépett második alkalommal pályára a válogatottban Hollandia ellen. 2021. május 17-én bekerült a 2020-as labdarúgó-Európa-bajnokságra utazó 26 fős keretbe.

## Statisztika

### A válogatottban
2022. június 11-i állapot szerint.
| 2014     | 1  | 0 |
| 2015     | 0  | 0 |
| 2016     | 0  | 0 |
| 2017     | 0  | 0 |
| 2018     | 1  | 0 |
| 2019     | 4  | 0 |
| 2020     | 3  | 0 |
| 2021     | 5  | 2 |
| 2022     | 1  | 0 |
| Összesen | 12 | 1 |

### Góljai a válogatottban
| # | Dátun               | Helyszín                              | Ellenfél         | Gól | Végeredmény | Verseny                                    |
| - | ------------------- | ------------------------------------- | ---------------- | --- | ----------- | ------------------------------------------ |
| 1 | 2021. március 30.   | Den Dreef, Leuven, Belgium            | Fehéroroszország | 5–0 | 8–0         | 2022-es labdarúgó-világbajnokság-selejtező |
| 2 | 2021. szeptember 8. | Központi stadion, Kazany, Oroszország | Fehéroroszország | 1–0 | 1–0         | 2022-es labdarúgó-világbajnokság-selejtező |

## Sikerei, díjai

### Klub
- Anderlecht
  - Belga bajnok: 2011–12, 2012–13, 2013–14
  - Belga szuperkupa: 2012, 2013, 2014

- Leicester City
  - Angol kupa: 2020–21[15]
  - Angol másodosztály: 2023–24[16]

### Egyéni
- Belga aranycipő: 2014[17]